# 蒂克斯伯里 (英國國會選區)
蒂克斯伯里（英語：Tewkesbury），英國國會一郡選區，位於英格蘭西南部格洛斯特郡北部，包括蒂克斯伯里區的大個地方選區、格洛斯特和切爾滕納姆一小部。
創設於1614年，1868年前應選兩席，1918年撤銷。自1997年恢復以來是的當區議員是保守黨的勞倫斯·羅伯森。他在2010年大選中以47.2%選票成功連任。